# 1. Fußball-Club Kaiserslautern 1999-2000
Questa voce raccoglie le informazioni riguardanti il 1. Fußball-Club Kaiserslautern nelle competizioni ufficiali della stagione 1999-2000.

## Stagione
Nella stagione 1999-2000 il Kaiserslautern, allenato da Otto Rehhagel, concluse il campionato di Bundesliga al 5º posto. In Coppa di Germania il Kaiserslautern fu eliminato al terzo turno dal Werder Brema. In Coppa di Lega il Kaiserslautern fu eliminato al turno preliminare dal Bayer Leverkusen. In Coppa UEFA il Kaiserslautern fu eliminato al terzo turno dal Lens.

## Rosa
| N. |                                | Ruolo | Calciatore           |
| -- | ------------------------------ | ----- | -------------------- |
| 1  | Germania (bandiera)            | P     | Andreas Reinke       |
| 2  | Danimarca (bandiera)           | D     | Michael Schjønberg   |
| 4  | Germania (bandiera)            | D     | Axel Roos            |
| 6  | Egitto (bandiera)              | D     | Hany Ramzy           |
| 7  | Bulgaria (bandiera)            | C     | Marian Hristov       |
| 8  | Germania (bandiera)            | C     | Martin Wagner        |
| 9  | Svezia (bandiera)              | A     | Jörgen Pettersson    |
| 10 | Svizzera (bandiera)            | C     | Ciriaco Sforza       |
| 11 | Germania (bandiera)            | A     | Olaf Marschall       |
| 12 | Germania (bandiera)            | A     | Marco Reich          |
| 13 | Serbia e Montenegro (bandiera) | D     | Slobodan Komljenović |
| 14 | Francia (bandiera)             | C     | Youri Djorkaeff      |
| 15 | Ungheria (bandiera)            | D     | János Hrutka         |
| 16 | Germania (bandiera)            | P     | Uwe Gospodarek       |

| N. |                        | Ruolo | Calciatore         |
| -- | ---------------------- | ----- | ------------------ |
| 17 | Brasile (bandiera)     | C     | Ratinho            |
| 18 | Germania (bandiera)    | P     | Georg Koch         |
| 19 | Albania (bandiera)     | A     | Igli Tare          |
| 21 | Lussemburgo (bandiera) | C     | Jeff Strasser      |
| 22 | Germania (bandiera)    | C     | Andreas Buck       |
| 23 | Germania (bandiera)    | A     | Silvio Adzic       |
| 24 | Germania (bandiera)    | D     | Harry Koch         |
| 25 | Germania (bandiera)    | A     | Miroslav Klose     |
| 26 | Germania (bandiera)    | P     | Roman Weidenfeller |
| 27 | Germania (bandiera)    | D     | Marco Stark        |
| 28 | Brasile (bandiera)     | C     | Junior             |
| 29 | Germania (bandiera)    | D     | Roger Lutz         |
| 30 | Germania (bandiera)    | C     | Mario Basler       |

## Organigramma societario
Area tecnica
- Allenatore: Otto Rehhagel
- Allenatore in seconda: Hubert Neu, Reinhard Stumpf
- Preparatore dei portieri: Gerald Ehrmann
- Preparatori atletici:

## Calciomercato

### Sessione estiva
| Acquisti | Acquisti                       | Acquisti                  | Acquisti |
| R.       | Nome                           | da                        | Modalità |
| -------- | ------------------------------ | ------------------------- | -------- |
| C        | Mario Basler                   | Bayern Monaco             |          |
| C        | Youri Djorkaeff                | Inter                     |          |
| D        | Slobodan Komljenović           | Duisburg                  |          |
| A        | Jörgen Pettersson (calciatore) | Borussia M'gladbach       |          |
| C        | Thomas Sobotzik                | Eintracht Francoforte     |          |
| C        | Jeff Strasser                  | Metz                      |          |
| A        | Igli Tare                      | Fortuna Düsseldorf        |          |
| P        | Roman Weidenfeller             | Kaiserslautern (juniores) |          |

| Cessioni | Cessioni        | Cessioni         | Cessioni |
| R.       | Nome            | a                | Modalità |
| -------- | --------------- | ---------------- | -------- |
| C        | Michael Ballack | Bayer Leverkusen |          |
| C        | Daniel Graf     | Fortuna Colonia  |          |
| D        | Samir Kamouna   | Bursaspor        |          |
| C        | Pascal Ojigwe   | Colonia          |          |
| C        | Thomas Riedl    | Monaco 1860      |          |
| A        | Uwe Rösler      | TeBe Berlino     |          |
| D        | Oliver Schäfer  | Beşiktaş         |          |
| P        | Lajos Szűcs     | Ferencváros      |          |

### Sessione invernale
| Acquisti | Acquisti   | Acquisti          | Acquisti |
| R.       | Nome       | da                | Modalità |
| -------- | ---------- | ----------------- | -------- |
| P        | Georg Koch | Arminia Bielefeld |          |

| Cessioni | Cessioni        | Cessioni              | Cessioni |
| R.       | Nome            | a                     | Modalità |
| -------- | --------------- | --------------------- | -------- |
| A        | Jürgen Rische   | Wolfsburg             |          |
| C        | Thomas Sobotzik | Eintracht Francoforte |          |

## Risultati

### Bundesliga

#### Girone di andata
| Arbitro: | Heynemann |

|               |           |  |
| Marschall 66’ | Marcatori |  |

| Arbitro: | Albrecht |

|                                                           |           |                             |
| Lange 5’ (rig.) Sforza 28’ (aut.) Agali 31’ Arvidsson 44’ | Marcatori | 29’ Marschall 32’ Djorkaeff |

| Arbitro: | Zerr |

|  |           |                          |
|  | Marcatori | 51’ Labbadia 87’ Meißner |

| Arbitro: | Aust |

|                                                              |           |  |
| Pizarro 20’ Bode 42’ Bogdanović 46’ Frings 49’ Dabrowski 89’ | Marcatori |  |

| Arbitro: | Buchhart |

|                        |           |  |
| Koch 23’ Marschall 35’ | Marcatori |  |

| Arbitro: | Kemmling |

|                              |           |                       |
| Brdarić 60’ Kirsten 82’, 85’ | Marcatori | 27’ (rig.) Schjønberg |

| Arbitro: | Wagner |

|                                        |           |                |
| Sforza 21’ Koch 60’ Djorkaeff 66’, 82’ | Marcatori | 15’, 68’ Seitz |

| Arbitro: | Koop |

|                                  |           |                               |
| Kovačević 62’ (rig.) Beierle 90’ | Marcatori | 16’ Komljenović 23’ Marschall |

| Arbitro: | Krug |

|  |           |                          |
|  | Marcatori | 52’ Santa Cruz 86’ Élber |

| Arbitro: | Heynemann |

|  |           |             |
|  | Marcatori | 25’ Hristov |

| Arbitro: | Keßler |

|                          |           |                    |
| Wagner 84’ Djorkaeff 89’ | Marcatori | 45’ (rig.) Wilmots |

| Arbitro: | Wagner |

|  |           |              |
|  | Marcatori | 38’ Strasser |

| Arbitro: | Jansen |

|  |           |          |
|  | Marcatori | 42’ Koch |

| Arbitro: | Wack |

|                                  |           |                                 |
| Hristov 33’ Djorkaeff 67’ (rig.) | Marcatori | 58’ (rig.) Akonnor 65’ Ballwanz |

| Arbitro: | Fröhlich |

|                               |           |                  |
| Góra 3’ de Haar 19’ Bódog 23’ | Marcatori | 55’ (aut.) Bódog |

| Arbitro: | Albrecht |

|  |           |                        |
|  | Marcatori | 57’ Ramdane 86’ Korell |

| Arbitro: | Krug |

|                          |           |                      |
| Max 4’ Häßler 75’ (rig.) | Marcatori | 15’ (rig.) Djorkaeff |

#### Girone di ritorno
| Arbitro: | Fleischer |

|  |           |          |
|  | Marcatori | 46’ Koch |

| Arbitro: | Meyer |

|                                |           |                         |
| Pettersson 85’ Komljenović 86’ | Marcatori | 11’ Arvidsson 73’ Agali |

| Arbitro: | Wagner |

|                   |           |                   |
| Weissenberger 36’ | Marcatori | 38’ Koch 90’ Buck |

| Arbitro: | Keßler |

|                                                       |           |                             |
| Pettersson 26’ Djorkaeff 49’ (rig.), 67’ Strasser 72’ | Marcatori | 23’, 42’ Baumann 83’ Herzog |

| Arbitro: | Berg |

|                           |           |                |
| Präger 7’ Butt 63’ (rig.) | Marcatori | 79’ Pettersson |

| Arbitro: | Heynemann |

|            |           |                                   |
| Basler 21’ | Marcatori | 36’ Roberto 38’ Kirsten 58’ Kovač |

| Arbitro: | Strampe |

|                   |           |                   |
| Breitenreiter 85’ | Marcatori | 10’ Koch 16’ Buck |

| Arbitro: | Kemmling |

|                                     |           |                              |
| Djorkaeff 29’ Ramzy 54’ Hristov 78’ | Marcatori | 85’ (rig.) Zeyer 90’ Büskens |

| Arbitro: | Zerr |

|                |           |                         |
| Élber 22’, 61’ | Marcatori | 20’ Djorkaeff 30’ Reich |

| Arbitro: | Heynemann |

|               |           |                               |
| Djorkaeff 26’ | Marcatori | 28’ Dundee 77’ (rig.) Balăkov |

| Arbitro: | Aust |

|           |           |                        |
| Látal 17’ | Marcatori | 5’ Tare 44’ Pettersson |

| Arbitro: | Stark |

|                |           |                     |
| Pettersson 11’ | Marcatori | 8’ Alves 84’ Preetz |

| Arbitro: | Fleischer |

|           |           |  |
| Reich 57’ | Marcatori |  |

| Arbitro: | Fröhlich |

|                                 |           |                                      |
| Banza 64’ Rische 69’ Kryger 76’ | Marcatori | 22’ Pettersson 39’ (rig.) Schjønberg |

| Arbitro: | Wack |

|                                                          |           |                  |
| Tare 40’, 58’, 85’ Grauer 54’ (aut.) Pettersson 61’, 82’ | Marcatori | 36’, 70’ Zdrilić |

| Arbitro: | Strampe |

|                              |           |                |
| Sellimi 42’ K'obiashvili 90’ | Marcatori | 22’ Pettersson |

| Arbitro: | Aust |

|           |           |                   |
| Ramzy 55’ | Marcatori | 67’ (aut.) Basler |

### Coppa di Germania
| Arbitro: | Fleischer |

|                                         |                      |                                                         |
| Ailton 85’ Bode 103’                    | Marcatori            | 69’, 100’ Wagner                                        |
| Ailton Pizarro Wicky Frings Herzog Rost | Tiri di rigore 4 – 3 | Schjønberg Djorkaeff Sobotzik Wagner Marschall Strasser |

### Coppa di Lega
| Arbitro: | Fleischer |

|                                       |           |                |
| Brdarić 30’ Schneider 37’ Kirsten 78’ | Marcatori | 16’ Pettersson |

### Coppa UEFA
| Arbitro: | Coroado |

|                                      |           |  |
| Koch 29’ Djorkaeff 37’ Marschall 39’ | Marcatori |  |

| Arbitro: | Kapitanis |

|  |           |                         |
|  | Marcatori | 22’ Djorkaeff 29’ Ramzy |

| Arbitro: | Erdemir |

|             |           |  |
| Iversen 34’ | Marcatori |  |

| Arbitro: | Roca |

|                          |           |  |
| Buck 90’ Carr 90’ (aut.) | Marcatori |  |

| Arbitro: | Trentalange |

|                       |           |                              |
| Schjønberg 85’ (aut.) | Marcatori | 31’ (aut.) Sikora 37’ Wagner |

| Arbitro: | Puhl |

|             |           |                                             |
| Hristov 21’ | Marcatori | 20’, 39’ Job 55’ (aut.) Strasser 90’ Nyarko |

## Statistiche

### Statistiche di squadra
| Competizione      | Punti | In casa | In casa | In casa | In casa | In casa | In casa | In trasferta | In trasferta | In trasferta | In trasferta | In trasferta | In trasferta | Totale | Totale | Totale | Totale | Totale | Totale | DR |
| Competizione      | Punti | G       | V       | N       | P       | Gf      | Gs      | G            | V            | N            | P            | Gf           | Gs           | G      | V      | N      | P      | Gf     | Gs     | DR |
| ----------------- | ----- | ------- | ------- | ------- | ------- | ------- | ------- | ------------ | ------------ | ------------ | ------------ | ------------ | ------------ | ------ | ------ | ------ | ------ | ------ | ------ | -- |
| Bundesliga        | 50    | 17      | 8       | 3       | 6       | 31      | 28      | 17           | 7            | 2            | 8            | 23           | 31           | 34     | 15     | 5      | 14     | 54     | 59     | -5 |
| Coppa di Germania | -     | 0       | 0       | 0       | 0       | 0       | 0       | 1            | 0            | 1            | 0            | 2            | 2            | 1      | 0      | 1      | 0      | 2      | 2      | 0  |
| Coppa di Lega     | -     | 0       | 0       | 0       | 0       | 0       | 0       | 1            | 0            | 0            | 1            | 1            | 3            | 1      | 0      | 0      | 1      | 1      | 3      | -2 |
| Coppa UEFA        | -     | 3       | 2       | 0       | 1       | 6       | 4       | 3            | 2            | 0            | 1            | 4            | 2            | 6      | 4      | 0      | 2      | 10     | 6      | +4 |
| Totale            | 50    | 20      | 10      | 3       | 7       | 37      | 32      | 22           | 9            | 3            | 10           | 30           | 38           | 42     | 19     | 6      | 17     | 67     | 70     | -3 |

### Andamento in campionato
| Giornata  | 1 | 2  | 3  | 4  | 5  | 6  | 7  | 8  | 9  | 10 | 11 | 12 | 13 | 14 | 15 | 16 | 17 | 18 | 19 | 20 | 21 | 22 | 23 | 24 | 25 | 26 | 27 | 28 | 29 | 30 | 31 | 32 | 33 | 34 |
| --------- | - | -- | -- | -- | -- | -- | -- | -- | -- | -- | -- | -- | -- | -- | -- | -- | -- | -- | -- | -- | -- | -- | -- | -- | -- | -- | -- | -- | -- | -- | -- | -- | -- | -- |
| Luogo     | C | T  | C  | T  | C  | T  | C  | T  | C  | T  | C  | T  | T  | C  | T  | C  | T  | T  | C  | T  | C  | T  | C  | T  | C  | T  | C  | T  | C  | C  | T  | C  | T  | C  |
| Risultato | V | P  | P  | P  | V  | P  | V  | N  | P  | V  | V  | V  | V  | N  | P  | P  | P  | V  | N  | V  | V  | P  | P  | V  | V  | N  | P  | V  | P  | V  | P  | V  | P  | N  |
| Posizione | 3 | 10 | 14 | 15 | 13 | 15 | 12 | 11 | 13 | 9  | 7  | 6  | 6  | 6  | 7  | 8  | 8  | 8  | 10 | 6  | 4  | 6  | 9  | 6  | 5  | 5  | 6  | 5  | 7  | 6  | 7  | 6  | 6  | 5  |

Legenda:

Luogo: C = Casa; T = Trasferta. Risultato: V = Vittoria; N = Pareggio; P = Sconfitta.

### Statistiche dei giocatori
| Giocatore       | Bundesliga | Bundesliga | Bundesliga  | Bundesliga | Coppa di Germania | Coppa di Germania | Coppa di Germania | Coppa di Germania | Coppa di Lega | Coppa di Lega | Coppa di Lega | Coppa di Lega | Coppa UEFA | Coppa UEFA | Coppa UEFA  | Coppa UEFA | Totale   | Totale | Totale      | Totale     |
| Giocatore       | Presenze   | Reti       | Ammonizioni | Espulsioni | Presenze          | Reti              | Ammonizioni       | Espulsioni        | Presenze      | Reti          | Ammonizioni   | Espulsioni    | Presenze   | Reti       | Ammonizioni | Espulsioni | Presenze | Reti   | Ammonizioni | Espulsioni |
| --------------- | ---------- | ---------- | ----------- | ---------- | ----------------- | ----------------- | ----------------- | ----------------- | ------------- | ------------- | ------------- | ------------- | ---------- | ---------- | ----------- | ---------- | -------- | ------ | ----------- | ---------- |
| S. Adzic        | 0          | 0          | 0           | 0          | 0                 | 0                 | 0                 | 0                 | 0             | 0             | 0             | 0             | 0          | 0          | 0           | 0          | 0        | 0      | 0           | 0          |
| M. Basler       | 18         | 1          | 3           | 1          | 0                 | 0                 | 0                 | 0                 | 0             | 0             | 0             | 0             | 0          | 0          | 0           | 0          | 18       | 1      | 3           | 1          |
| A. Buck         | 26         | 2          | 2           | 1          | 1                 | 0                 | 1                 | 0                 | 1             | 0             | 0             | 0             | 5          | 1          | 0           | 0          | 33       | 3      | 3           | 1          |
| Y. Djorkaeff    | 25         | 11         | 4           | 0          | 1                 | 0                 | 0                 | 0                 | 0             | 0             | 0             | 0             | 5          | 2          | 0           | 0          | 31       | 13     | 4           | 0          |
| U. Gospodarek   | 8          | 0          | 0           | 0          | 0                 | 0                 | 0                 | 0                 | 0             | 0             | 0             | 0             | 0          | 0          | 0           | 0          | 8        | 0      | 0           | 0          |
| M. Hristov      | 22         | 3          | 6           | 1          | 1                 | 0                 | 0                 | 0                 | 0             | 0             | 0             | 0             | 5          | 1          | 1           | 0          | 28       | 4      | 7           | 1          |
| J. Hrutka       | 2          | 0          | 0           | 0          | 0                 | 0                 | 0                 | 0                 | 0             | 0             | 0             | 0             | 0          | 0          | 0           | 0          | 2        | 0      | 0           | 0          |
| J. Junior       | 0          | 0          | 0           | 0          | 0                 | 0                 | 0                 | 0                 | 0             | 0             | 0             | 0             | 0          | 0          | 0           | 0          | 0        | 0      | 0           | 0          |
| M. Klose        | 2          | 0          | 0           | 0          | 0                 | 0                 | 0                 | 0                 | 0             | 0             | 0             | 0             | 0          | 0          | 0           | 0          | 2        | 0      | 0           | 0          |
| G. Koch         | 9          | 0          | 1           | 0          | 0                 | 0                 | 0                 | 0                 | 0             | 0             | 0             | 0             | 0          | 0          | 0           | 0          | 9        | 0      | 1           | 0          |
| H. Koch         | 30         | 6          | 5           | 0          | 1                 | 0                 | 0                 | 0                 | 1             | 0             | 0             | 0             | 6          | 1          | 0           | 0          | 38       | 7      | 5           | 0          |
| S. Komljenović  | 23         | 2          | 4           | 0          | 1                 | 0                 | 0                 | 0                 | 0             | 0             | 0             | 0             | 2          | 0          | 0           | 0          | 26       | 2      | 4           | 0          |
| T. Lechner      | 0          | 0          | 0           | 0          | 0                 | 0                 | 0                 | 0                 | 0             | 0             | 0             | 0             | 0          | 0          | 0           | 0          | 0        | 0      | 0           | 0          |
| R. Lutz         | 5          | 0          | 0           | 0          | 0                 | 0                 | 0                 | 0                 | 0             | 0             | 0             | 0             | 0          | 0          | 0           | 0          | 5        | 0      | 0           | 0          |
| O. Marschall    | 25         | 4          | 4           | 0          | 1                 | 0                 | 0                 | 0                 | 1             | 0             | 0             | 0             | 5          | 1          | 0           | 0          | 32       | 5      | 4           | 0          |
| J. Pettersson   | 25         | 9          | 4           | 0          | 0                 | 0                 | 0                 | 0                 | 1             | 1             | 0             | 0             | 4          | 0          | 1           | 0          | 30       | 10     | 5           | 0          |
| H. Ramzy        | 25         | 2          | 4           | 0          | 1                 | 0                 | 0                 | 0                 | 0             | 0             | 0             | 0             | 6          | 1          | 1           | 0          | 32       | 3      | 5           | 0          |
| R. Ratinho      | 27         | 0          | 4           | 0          | 0                 | 0                 | 0                 | 0                 | 1             | 0             | 0             | 0             | 6          | 0          | 1           | 0          | 34       | 0      | 5           | 0          |
| M. Reich        | 26         | 2          | 2           | 0          | 1                 | 0                 | 0                 | 0                 | 1             | 0             | 0             | 0             | 4          | 0          | 0           | 0          | 32       | 2      | 2           | 0          |
| A. Reinke       | 18         | 0          | 0           | 0          | 1                 | 0                 | 1                 | 0                 | 1             | 0             | 0             | 0             | 6          | 0          | 0           | 0          | 26       | 0      | 1           | 0          |
| J. Rische       | 5          | 0          | 0           | 0          | 0                 | 0                 | 0                 | 0                 | 1             | 0             | 0             | 0             | 1          | 0          | 0           | 0          | 7        | 0      | 0           | 0          |
| A. Roos         | 16         | 0          | 5           | 0          | 1                 | 0                 | 0                 | 0                 | 0             | 0             | 0             | 0             | 3          | 0          | 0           | 0          | 20       | 0      | 5           | 0          |
| M. Schjønberg   | 32         | 2          | 5           | 0          | 1                 | 0                 | 0                 | 0                 | 1             | 0             | 0             | 0             | 5          | 0          | 0           | 0          | 39       | 2      | 5           | 0          |
| C. Sforza       | 27         | 1          | 4           | 0          | 0                 | 0                 | 0                 | 0                 | 1             | 0             | 0             | 0             | 5          | 0          | 1           | 0          | 33       | 1      | 5           | 0          |
| T. Sobotzik     | 3          | 0          | 0           | 0          | 1                 | 0                 | 0                 | 0                 | 1             | 0             | 0             | 0             | 3          | 0          | 0           | 0          | 8        | 0      | 0           | 0          |
| M. Stark        | 0          | 0          | 0           | 0          | 0                 | 0                 | 0                 | 0                 | 0             | 0             | 0             | 0             | 0          | 0          | 0           | 0          | 0        | 0      | 0           | 0          |
| J. Strasser     | 27         | 2          | 2           | 0          | 1                 | 0                 | 0                 | 0                 | 1             | 0             | 0             | 0             | 6          | 0          | 3           | 0          | 35       | 2      | 5           | 0          |
| I. Tare         | 22         | 4          | 4           | 0          | 0                 | 0                 | 0                 | 0                 | 1             | 0             | 0             | 0             | 2          | 0          | 0           | 0          | 25       | 4      | 4           | 0          |
| M. Wagner       | 20         | 1          | 4           | 2          | 1                 | 2                 | 0                 | 0                 | 1             | 0             | 1             | 0             | 5          | 1          | 0           | 0          | 27       | 4      | 5           | 2          |
| R. Weidenfeller | 0          | 0          | 0           | 0          | 0                 | 0                 | 0                 | 0                 | 0             | 0             | 0             | 0             | 0          | 0          | 0           | 0          | 0        | 0      | 0           | 0          |